# D型小惑星
D型小惑星(D-type asteroid)は、非常に低いアルベドと特徴がなく赤っぽい電磁スペクトルをもつ小惑星である。D型小惑星の名称の由来は、暗い（Dark）ことから来ている。有機化合物の多いケイ酸塩、炭素、無水ケイ酸塩で構成され、内部には水の氷を含むかもしれないと推定されている。D型小惑星は、アタラやイダルゴのように小惑星帯の外側で見られる他、木星のトロヤ群のほとんどがそうである。
火星の衛星のフォボスとダイモスの反射スペクトルはD型小惑星と類似しており、衛星の起源との関連性が指摘されている。
ニースモデルでは、D型小惑星は、エッジワース・カイパーベルトが起源であるとされる。
タギシュ・レイク隕石のスペクトルは、D型小惑星のそれと類似している。